# Гимназија „Свети Сава” Подгорица
Гимназија „Свети Сава" једна је од средњих школа у Подгорици. Налази се у насељу Стари аеродром, у близини истоимене цркве у изградњи.

## Историја
Гимназија је основана 2022. године, а 8. маја 2023. године је отпочета градња школског објекта заједно са истоименом црквом, у организацији Митрополије црногорско-приморске Српске Православне Цркве и уз финансијску помоћ у износу од 1800000 евра од Владе Црне Горе.
Прва генерација ђака уписана је школске 2023/24. године. Гимназија има статус средње вјерске школе и ради по програму општих гимназија које је одобрило Министарство просвјете, науке, културе и спорта Владе Црне Горе.